# 母から生まれた捻くれの唄
『母から生まれた捻くれの唄』（ははからうまれたひねくれのうた）は、FLiPの1枚目のミニ・アルバムである。

## 収録曲
1. DARTS
2. 母から生まれた捻くれの唄
3. 愛嬌笑い
4. SiNG
5. 弥生ノ二十九

作詞・作曲：渡名喜幸子